# 京極高通 (多度津藩主)
京極 高通（きょうごく たかみち）は、江戸時代中期の外様大名。讃岐国多度津藩初代藩主。多度津藩京極家初代。

## 経歴
丸亀藩2代藩主・京極高豊の四男として誕生。母は側室。
高豊と正室市子との間に生まれた3人の男児が相次いで夭折し、高通が生まれた翌年の元禄5年（1692年）に生まれた五男で正室の子・高或が丸亀藩の嫡子となった。しかし、家名断絶を恐れた高豊は、高通に支藩を立てさせるべく幕府に届け出た。
元禄7年（1694年）高豊が病没した（享年40）。これにより高或が丸亀を襲封し、高通は多度津（香川県仲多度郡多度津町）周辺に1万石を賜り、多度津藩初代藩主となった。藩庁は丸亀城内に置かれ、麻布鳥居坂に江戸藩邸が置かれた。六本木鳥居坂の江戸上屋敷は現在国際文化会館の敷地となり当時の面影を残し、誰でも散策を楽しむ事が出来る。
宝永6年（1709年）叙任。襲封はわずか4歳であったため、正徳元年（1711年）になってようやく実質的に藩主として政務を執った。
享保20年9月24日（1735年11月8日）、長男・高慶に藩主の座を譲り隠居、「道静」と号し和歌や書を嗜んだ。寛保3年（1743年）、江戸藩邸で病没した。享年53。